# Diecezja Vittorio Veneto
Diecezja Vittorio Veneto – diecezja Kościoła rzymskokatolickiego w północno-wschodnich Włoszech, w metropolii Wenecji, w regionie kościelnym Triveneto.
Została erygowana w VI wieku jako diecezja Ceneda. W 1866 Ceneda połączyła się z sąsiednim miastem Serravalle, tworząc nowe miasto Vittorio, od 1923 noszące nazwę Vittorio Veneto. W związku z tymi zmianami, 13 maja 1939 diecezja została przemianowana na diecezję Vittorio Veneto. Należące do niej parafie leżą na obszarze świeckich prowincji Treviso, Pordenone i Wenecji.